# Express AM22
Express AM22 ist ein Fernsehsatellit der Russian Satellite Communications Company (RSCC) mit Sitz in Moskau.
Der Satellit war über 10 Jahre lang geostationär auf 53° Ost positioniert. Von den insgesamt 24 Transpondern des AM22 mietete die Firma Eutelsat 12 Transponder bis 2015 und vermarkte diese unter dem Namen SESAT 2.
Der Satellit wurde Mitte 2015 von 53° Ost nach 80,1° Ost zu Express AM2 verschoben. Im Vorfeld wechselten viele Sender aus dem Nahen und Mittleren Osten auf Eutelsat 21B auf 21,6° Ost. Die Übertragung auf 53° Ost wurde von Express AM6 übernommen.

## Empfang
Der Satellit ist in Osteuropa, Asien und dem nahen Osten empfangbar.